# Kasumi Ishikawa
Kasumi Ishikawa, född den 23 februari 1993 i Yamaguchi, är en japansk bordtennisspelare som tog OS-silver i damlagsturneringen vid de olympiska bordtennistävlingarna 2012 i London.
Vid världsmästerskapen i bordtennis 2016 i Kuala Lumpur tog hon VM-silver med det japanska landslaget. Ishikawa tog en bronsmedalj i damlagsturneringen vid de olympiska bordtennistävlingarna 2016 i Rio de Janeiro.